# Aparecida d'Oeste
Aparecida d'Oeste é um município brasileiro do interior noroeste do estado de São Paulo, a cerca de 60 km de distância dos estados de Mato Grosso do Sul e Minas Gerais. A população estimada pelo IBGE em 2022 é de 4.086 habitantes.

## História

### Formação territorial-administrativa
Histórico da formação do município:
- Distrito criado no município de Pereira Barreto pela Lei nº 5.285, de 18/02/1959.
- Município criado pela Lei nº 8.092, de 28/02/1964.

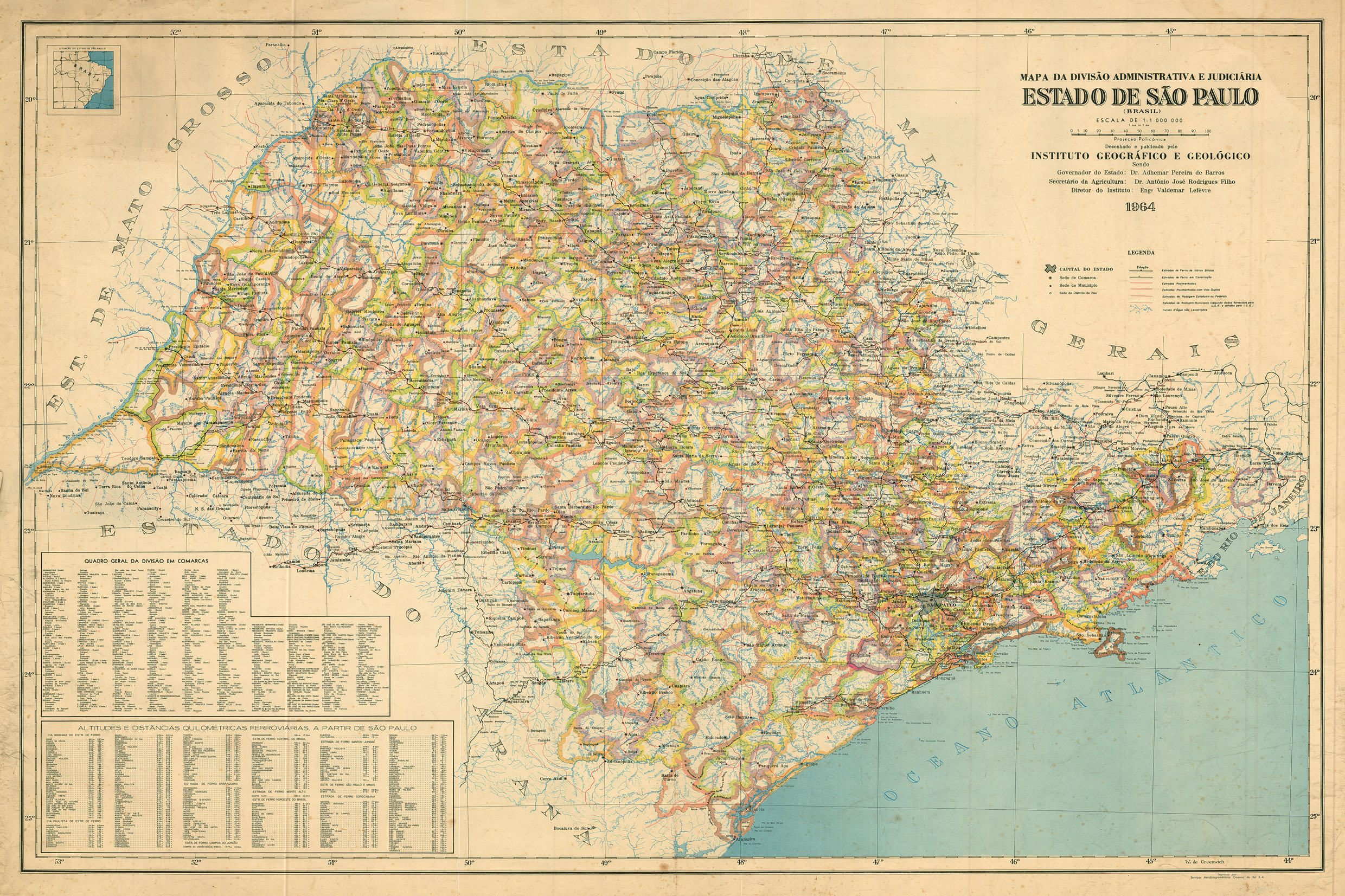
Estado de São Paulo (1964).

## Demografia

### População
| Crescimento populacional                             | Crescimento populacional | Crescimento populacional | Crescimento populacional |
| Ano                                                  | População Total          |                          | %±                       |
| ---------------------------------------------------- | ------------------------ | ------------------------ | ------------------------ |
| 1970                                                 | 7 919                    |                          | —                        |
| 1980                                                 | 5 148                    |                          | −35,0%                   |
| 1991                                                 | 5 100                    |                          | −0,9%                    |
| 2000                                                 | 4 935                    |                          | −3,2%                    |
| 2010                                                 | 4 450                    |                          | −9,8%                    |
| 2022                                                 | 4 086                    |                          | −8,2%                    |
| Est. 2024                                            | 4 124                    | [ 11 ]                   | 0,9%                     |
| Fontes: Censos Demográficos IBGE e Estimativas SEADE |                          |                          |                          |

### Dados demográficos
Dados do Censo - 2022 
População total: 4.086
- Homens: 2.025
- Mulheres: 2.061

Densidade demográfica (hab./km²): 22,83
Dados do Censo - 2010
População total: 4.450
- Urbana: 3.645
- Rural: 805
- Homens: 2.177[15]
- Mulheres: 2.273

Densidade demográfica (hab./km²): 24,86
Dados do Censo - 2000
Mortalidade infantil até 1 ano (por mil): 14,27
Expectativa de vida (anos): 72,09
Taxa de fecundidade (filhos por mulher): 1,94
Taxa de alfabetização: 81,93%
Índice de Desenvolvimento Humano (IDH-M): 0,759
- IDH-M Renda: 0,680
- IDH-M Longevidade: 0,785
- IDH-M Educação: 0,811

(Fonte: IPEADATA)

## Geografia
- Área: 179 km²
- Altitude: 413 m
- Banhado a oeste pelo rio São José dos Dourados ( sua nascente está localizada em Mirassol/SP e deságua no rio Paraná)

### Rodovias
- SP-563

## Infraestrutura

### Comunicações
O sistema de telefones automáticos foi inaugurado na cidade em 1977 pela Telecomunicações de São Paulo (TELESP), que também implantou o sistema de discagem direta à distância (DDD) em 1986 com o código de área (0176). Anteriormente a cidade era atendida pela Companhia de Telecomunicações do Estado de São Paulo (COTESP).
Na década de 90 o código DDD da cidade foi alterado para (017), para padronização do sistema telefônico com a telefonia celular que estava sendo implantada em todo o estado.

## Administração
Período 2025/2028:
- Prefeito: Izaías Aparecido Sanchez (PSD)
- Vice-prefeito: Maércio Dias de Menezes (PODEMOS)
- Presidente da câmara: Edivaldo de Carvalho (PODEMOS)

## Eleições de 2024
No site chamado de Voz das Cidades faz algumas ponderações acerca das eleições de 2024 em Aparecida d' Oeste/SP:
"Mas, acima da discórdia, das perseguições e das denúncias, o amor prevaleceu. Aliás, de AMOR o prefeito Isaias Sanches conhece como a palma de sua mão... e como ele sabe amar! Assim, os eleitores terão nas urnas a única opção para votar: a mais nova dupla de candidatos!"
A matéria acima foi publicada um pouco antes do dia das eleições. A união dos dois candidatos gerou ou despertou curiosidade e até revolta por parte da população. Logo, amadureceu a idéia de candidaturas de oposição, principalmente a de Baiano da rádio (Claudemir Mingorance) ganhou relevância. Isto é explicado pela pouca diferença de votos entre os dois candidatos, Izaías, embora eleito, e Baiano, menos de 300 votos.

## Religião
O Cristianismo se faz presente na cidade da seguinte forma:

### Igreja Católica
- A igreja faz parte da Diocese de Jales.[21]

### Igrejas Evangélicas
- Assembleia de Deus Ministério do Belém.[22][23]
- Congregação Cristã no Brasil.[24]